# Consejo Nacional de Investigación de Italia
El Consejo Nacional de Investigación (Consiglio Nazionale delle Ricerche, en italiano), también llamado CNR, es una organización pública italiana instalada para apoyar investigación científica y tecnológica. Su sede está en Roma.

## Historia
La institución estuvo fundada en 1923. El proceso de mejora de la investigación científica nacional, a través del uso de leyes concretas, (ve Ley 59/1997), afecta muchas organizaciones de investigación, y entre ellos al CNR, cuya  "función primordial es llevar a cabo, a través de sus propios órganos, investigación avanzada básica y aplicada, tanto para desarrollar y mantener su propia competitividad científica, como para estar dispuesto a participar de manera efectiva y oportuna en los campos estratégicos definidos por el sistema nacional de planificación ”.